# عزلة بني منصور (صنعاء)

تعديل مصدري - تعديل

عزلة بني منصور هي إحدى عزل مديرية الحيمة الخارجية في محافظة صنعاء اليمنية ويبلغ تعداد سكانها 2584 نسمة حسب التعداد السكاني في اليمن لعام 2004.